# Abelardo Rondón
Abelardo Rondón Vásquez es un ex ciclista profesional colombiano. Nació en Zapatoca el 18 de marzo de 1964. Fue profesional entre 1986 y 1993 ininterrumpidamente.
Pertenece a la mejor generación de ciclistas colombianos, apodados escarabajos, por su pequeño tamaño, junto con Lucho Herrera o Fabio Parra.

## Palmarés
1982
- 1 etapa de la Vuelta a Costa Rica

1987
- 1 etapa del Tour del Porvenir

## Equipos
- Café de Colombia (1986-1988)
- Reynolds (1989-1991)
- Gatorade (1992-1993)

## Resultados en Grandes Vueltas
| Carrera         | 1986 | 1987 | 1988 | 1989 | 1990 | 1991 | 1992 | 1993 |
| Tour de Francia | Ab.  | -    | -    | 28°  | 28°  | 12°  | 55°  | Ab.  |
| Giro de Italia  | -    | -    | -    | -    | -    | -    | 43°  | 22°  |
| Vuelta a España | 52°  | Ab.  | -    | -    | 46°  | 38°  | -    | -    |

-: no participa 